# Aérodrome de Sidi Haneish
L'aérodrome de Sidi Haneish est un complexe d'aérodromes militaires abandonnés datant la Seconde Guerre mondiale en Égypte, dans le désert occidental, à 200 km à l'Ouest d'Alexandrie et à 380 km au nord-ouest du Caire sur le site actuellement dénommé Hajjāj al Qaşabah.
L'aérodrome, justement connu sous le nom de Haggag el Qasaba par la Luftwaffe allemande, a été le lieu de l'un des raids les plus audacieux de la Seconde Guerre mondiale exécuté par le Special Air Service (SAS) britannique. Dans la nuit du 26 juillet 1942, le détachement SAS "L", également connu sous le nom de "Stirling's Raiders", attaque l'aérodrome, alors sous contrôle de la Luftwaffe. Au volant d'un convoi de dix-huit jeeps transportant chacune 3 ou 4 commandos britanniques ou français, les raiders détruisent ou endommagent une quarantaine d'avions de la Luftwaffe. L'attaque endommagea la capacité de la Luftwaffe lors de l'invasion allemande de l'Égypte et, par la destruction de nombreux avions de transport, diminua gravement sa capacité à réapprovisionner les forces terrestres allemandes sur le terrain.
L'aérodrome a ensuite été utilisé par l'United States Army Air Force et la Ninth Air Force pendant la campagne du désert oriental, puis par la huitième armée britannique, dont le 57th Fighter Group, aux commandes des P-40 Warhawks du 8 au 12 novembre 1942.
Le complexe a apparemment été abandonné après la fin de la campagne du désert occidental. Aujourd'hui, le désert à repris le terrain. Plusieurs photos aériennes montrent des preuves de l'endroit où il existait.

## Sites des anciens aérodromes britanniques
- Le site nord du LG-12 (Landing Ground) est donné comme –31°09′0″N 027°32′0″E / 31.15000°N 27.53333°E  ,
- Le LG-13 Sud est donné comme –31°07′5″N 027°31′0″E / 31.11806°N 27.51667°E
- Le LG-101 est donné comme –31°06′0″N 027°31′0″E / 31.10000°N 27.51667°E
- Le LG-102 est donné comme –31°06′0″N 027°33′5″E / 31.10000°N 27.55139°E